# 大島良士
大島 良士（おおしま よしお、1890年（明治23年）12月23日 - 没年不詳）は、朝鮮総督府官僚。実業家。

## 経歴
香川県木田郡氷上村（現在の三木町）出身。1915年（大正4年）に東京帝国大学法科大学独法科を卒業し、大学院に進んだ。同年、高等文官試験に合格し、翌年に朝鮮総督府試補となった。道事務官、咸鏡北道財務部長、慶尚南道財務部長、京畿道財務部長、全羅北道内務部長、平壌府尹、釜山府尹、京畿道内務部長などを歴任した。
1936年（昭和11年）に退官した後は、東亜窒業株式会社社長、協同油脂株式会社社長、満州協同油脂株式会社社長、協同油脂販売株式会社社長、協同油脂製函株式会社社長、朝鮮造船鉄工所株式会社取締役、朝鮮水産開発株式会社顧問、朝鮮協同海運株式会社相談役などを務めた。